# Jugendweihe

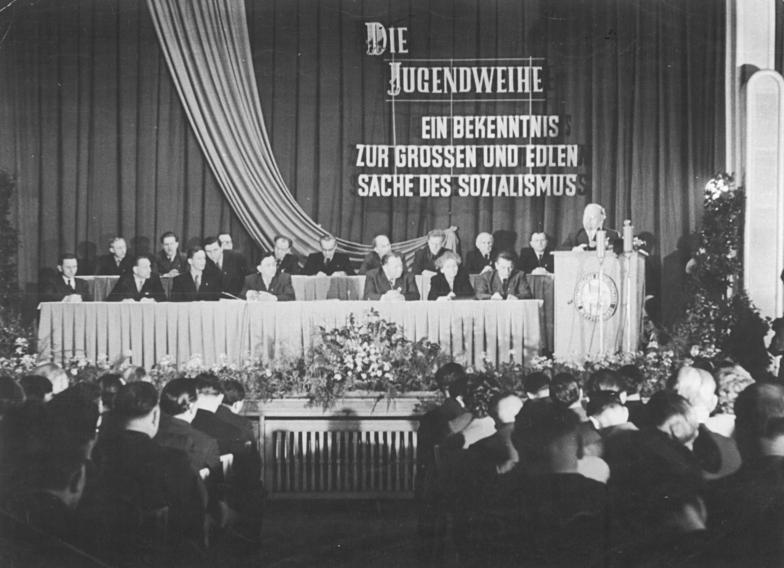
Jugendweihe z udziałem Waltera Ulbrichta, 1958

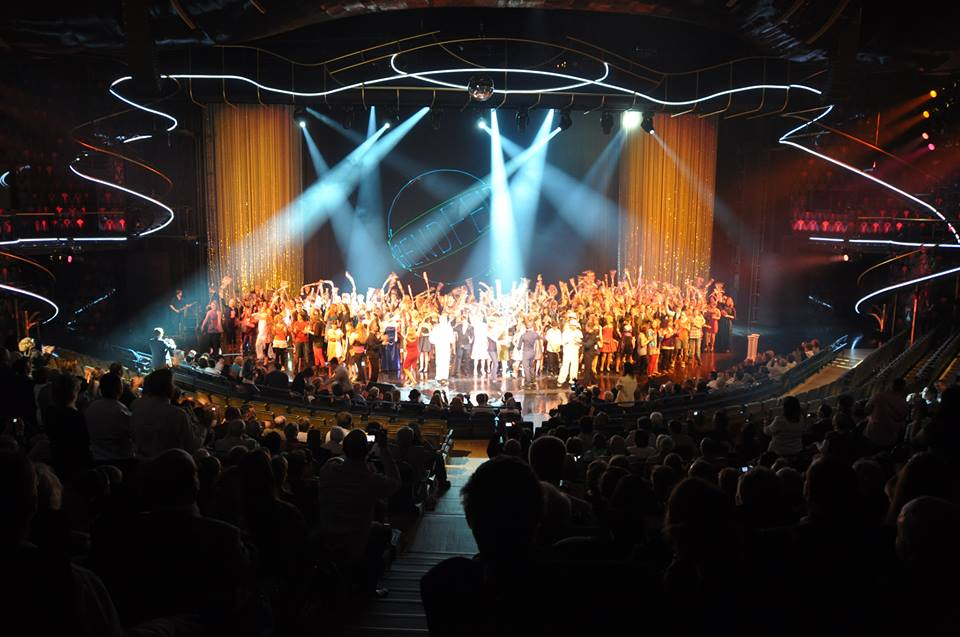
Obchody Jugendweihe w Berlinie w 2011

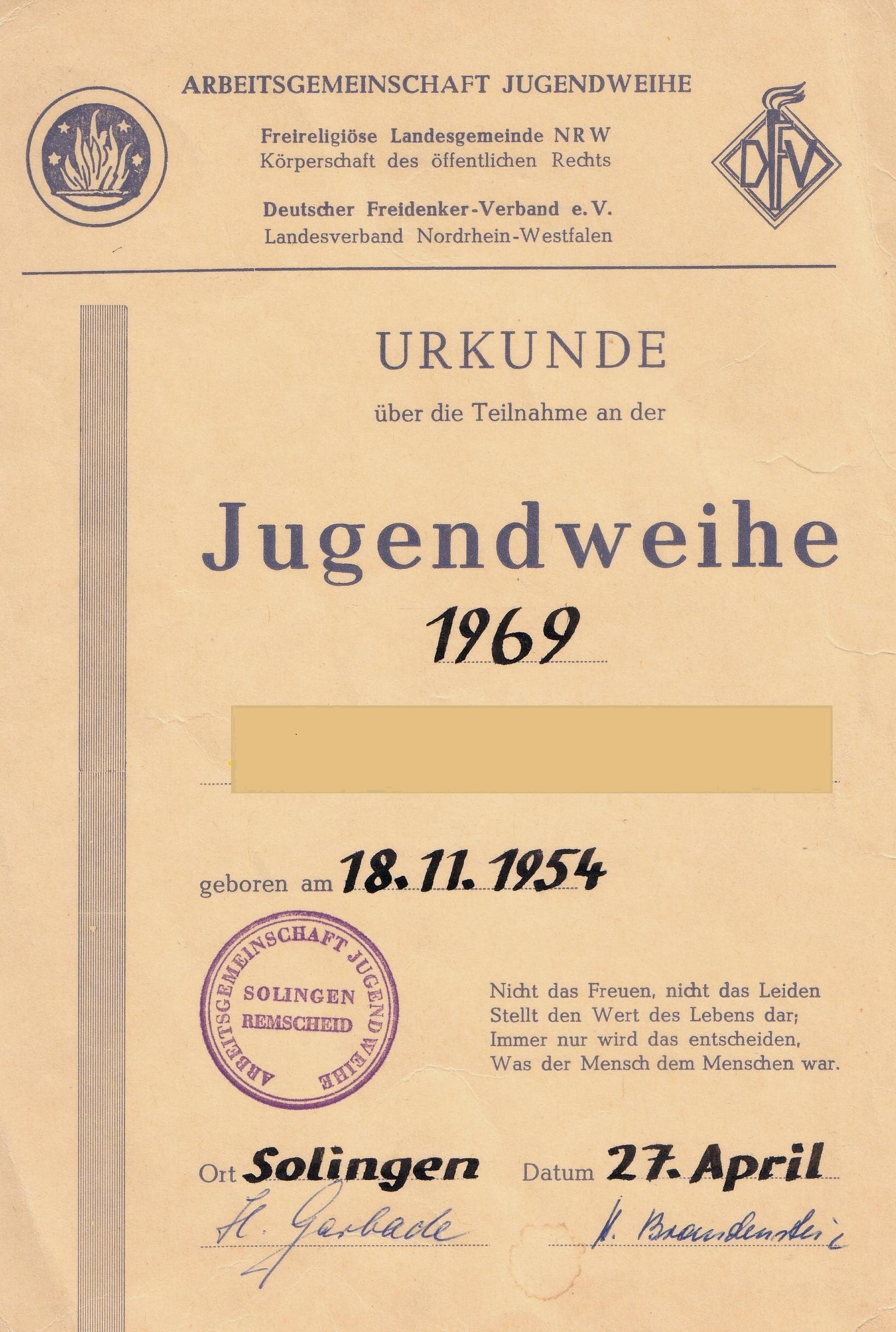
Okolicznościowy dyplom

Jugendweihe – istniejący od roku 1852 w Niemczech, a następnie w Niemieckiej Republice Demokratycznej i na mniejszą skalę w Republice Federalnej Niemiec, laicki zwyczaj ślubowania młodzieży w wieku 14 lat, mający zastąpić konfirmację dla osób niewierzących. W czasach NRD było obowiązkowym elementem kształcenia do życia w socjalizmie i odbywało się przy protektoracie partii SED i organizacji młodzieżowych. Ceremonia odbywała się na zakończenie 8 klasy szkoły podstawowej. Obecnie zwyczaj pielęgnowany jest we wschodniej części Niemiec.

## Historia
Pojęcie Jugendweihe powstało w roku 1852, utworzone przez Eduarda Balzera, księdza i demokratę, pierwszego prezesa Bund Freireligiöser Gemeinden Deutschlands. Tradycja świeckiego celebrowania wkroczenia w dorosłość miała swój początek w ruchach proletariackich i była zazwyczaj uroczystością na zakończenie szkoły. Od samego początku Jugendweihe było pomyślane jako przeciwwaga dla protestanckiej konfirmacji i przeznaczone dla osób niewierzących. Jugendweihe zyskało popularność w okresie Republiki Weimarskiej w kręgach wolnomyślicielskich i ruchów robotniczych. Szacuje się, że między I a II wojną światową w ceremonii brało udział w niektórych miejscowościach ponad 20% młodzieży. W okresie III Rzeszy ruchy wolnomyślicielskie były zwalczane, co odbiło się również na świeckich ceremoniach.
Po II wojnie światowej na zachodzie Niemiec święto nie zmieniło się, będąc dalej świętem dla wolnomyślicieli i humanistów. W radzieckiej strefie okupacyjnej, a następnie w NRD, po czteroletnim zakazie (1950–1954) stało się uroczystością obowiązkową, oficjalną, zatwierdzoną i promowaną przez komunistyczne państwo. Było ważnym elementem kształcenia ideologicznego, a od roku 1954 traktowane jako obowiązkowe. Zamiarem władz było uczynić z niego wydarzenie masowe. Przed samą uroczystością młodzież obowiązywało szkolenie z politycznej ideologii socjalizmu i zapoznanie z wymaganiami życia. Szkolenie trwało 10 godzin i obejmowało historię ruchu robotniczego, walkę Związku Radzieckiego podczas II wojny światowej i rozwój społeczeństwa socjalistycznego. Ponadto oprócz zajęć teoretycznych obowiązywało odwiedzenie pomnika ofiar faszyzmu i obozu koncentracyjnego. W organizacji święta czynnie uczestniczyła organizacja młodzieżowa Freie Deutsche Jugend. We wzbogacającym się społeczeństwie przyjął się zwyczaj ofiarowania młodym prezentów w postaci gotówki, którą wydawali na zabawę, a w latach 80. na zakup magnetofonów kasetowych i motorowerów. W Jugendweihe brała udział zdecydowana większość młodzieży, jednak szczegółowe dane nie są znane. Teoretycznie udział w Jugendweihe w NRD nie był obowiązkowy, lecz przystąpienie do uważanej za konkurencyjną dla Jugendweihe konfirmacji kończyło się problemami natury politycznej.

## Przebieg święta
Jugendweihe odbywało się przeważnie w szkołach. Rozpoczynało się programem artystycznym: śpiewami, tańcami oraz wykładem na tematy historyczne. Na zakończenie odbywał się wykład zaproszonego gościa (najczęściej funkcjonariusza partyjnego) na temat świadomego uczestnictwa w budowie społeczeństwa socjalistycznego. Po tej części wytypowani reprezentanci młodzieży byli proszeni na scenę, gdzie składali przyrzeczenie, którego treścią była obrona i budowa socjalizmu. Oficjalna część kończyła się wręczeniem upominku i kwiatów. Do 1972 roku młodzieży wręczano książkę „Weltall Erde Mensch”, a po 1972 „Der Sozialismus, Deine Welt”; w ostatnich latach NRD zastąpiono ją pozycją „Vom Sinn unseres Lebens”. Po części oficjalnej młodzież rozchodziła się do domów, gdzie świętowała do późnego wieczora w kręgu rodzinnym.

## Jugendweihe po upadku NRD
Po zjednoczeniu Niemiec Jugendweihe straciło polityczną otoczkę. Nie było już wspierane przez państwo, w 1993 roku przygotowanie do Jugendweihe zostało nauczycielom zabronione przez niemieckie ministerstwo kultury. Jednak uroczystości odbywają się dalej, np. w Chociebużu w Jugendweihe bierze udział ok. 70% uczniów.